# 方克良
方克良（1922年3月—1979年8月17日），傣族，云南潞西人，中华人民共和国地方官员。

## 生平
1922年，方克良生于芒市土司一个属官家庭，幼时投靠土司家族，做土司孩子的陪读与玩伴，此后一直在土司家帮工。1950年4月，中国人民解放军进驻芒市，方克良主动接近解放军和工作队，被吸收参加潞西县民族宣传队。1954年加入中国共产党，先后担任县委干事、秘书、县土改工作队组长等职。1956年3月在潞西县第一届人民代表大会上当选县长，为潞西首位选举县长，在第二、三、四届人大上获得连任。1963年任德宏州政协委员、云南省政协委员，1964年5月被选为德宏州人民法院院长。“文化大革命”时期受到严重迫害，脑部受伤。1974年12月复出，任云南省交通厅芒市交通监理所党支部书记、革委会副主任。1979年8月17日因脑伤病变医治无效逝世。:509